# Aneirin
Aneirin o Neirin fue un poeta britón de finales del siglo VI. Se cree que fue un bardo o "poeta cortesano" en alguno de los reinos de Cumbria o del "Viejo Norte" (Yr Hen Ogledd), probablemente el reino de Gododdin en Edimburgo, en la actual Escocia, y posiblemente en el reino de Elmet en el actual Yorkshire. Desde el siglo XVII, su nombre puede leerse incorrectamente escrito como Aneurin.

## Poesía
Las obras atribuidas a Aneirin se conservan en un manuscrito de finales del siglo XIII, conocido como Libro de Aneirin o Llyfr Aneirin en galés). La lengua del manuscrito está parcialmente modernizada al galés medieval, pero algunas partes conservan el galés antiguo original, lo que permite datar estos poemas en torno al periodo en que vivió Aneirin, haciendo así plausible su autoría. Se cree que estas obras pudieron sobrevivir a través de la tradición oral, hasta que fueron finalmente puestas por escrito quizás en el siglo IX.
La obra más conocida de Aneirin es Y Gododdin, una serie de elegía para los guerreros britanos del reino de Gododdin, quienes, hacia el año 600, fueron derrotados por los anglos de Deira y Bernicia en la batalla de Catraeth (probablemente Catterick, en North Yorkshire). Estas poesías abundan en dificultades textuales y por ello las interpretaciones también son varias. Una de las estrofas, por ejemplo contiene la que podría ser la primera referencia al Rey Arturo, como modelo de valentía; esta identificación, sin embargo, es sólo conjetural. Por el poema sabemos también que el propio Aneirin estuvo presente durante la batalla, que fue hecho prisionero, y que fue uno de los pocos (dos o cuatro) bretones que logró salvar la vida.